# Yoon Do-Hee
Yoon Do-Hee (27 de enero de 1999) es una deportista surcoreana que compite en taekwondo. Ganó una medalla de oro en el Campeonato Asiático de Taekwondo de 2021 en la categoría de +73 kg.

## Palmarés internacional
| Campeonato Asiático | Campeonato Asiático | Campeonato Asiático | Campeonato Asiático |
| Año                 | Lugar               | Medalla             | Categoría           |
| ------------------- | ------------------- | ------------------- | ------------------- |
| 2021                | Beirut (Líbano)     | Medalla de oro      | +73 kg              |